# Maliq Bushati
Maliq Bushati, né le 8 février 1880 à Shkodër, Scutari Vilayet et mort le 15 février 1946, est un collaborateur albanais de l'axe, Premier Ministre de l'Albanie au cours de l'occupation italienne, du 13 février au 12 mai 1943.
Avec deux autres collaborateurs de l'axe, Lef Nosi et le père Anton Harapi, il est condamné à mort par le régime issu de la résistance.